# Distrito de Vilavila
Vilavila es un distrito de la provincia de Lampa en el departamento peruano de Puno. En el año 2007 tenía una población de 2380 habitantes y una densidad poblacional de 15,2 personas por km². Abarca un área total de 156,65 km².
Desde el punto de vista jerárquico de la Iglesia católica forma parte de la diócesis de Puno en la arquidiócesis de Arequipa.

## Historia
El distrito de Vilavila fue creado por un Decreto Supremo el 2 de mayo de 1854.

## Geografía
Vilavila se encuentra ubicado en las coordenadas 15°11′38″S 70°40′27″O / -15.19389, -70.67417. Según el INEI, Vilavila tiene una superficie total de 156,65 km². Este distrito se encuentra situado en el norte de la provincia de Lampa, en la zona norte del departamento de Puno y en la parte sur del territorio peruano. Su capital Vilavila se halla a una altitud de 4312 m s. n. m..
| Noroeste: distrito de Ocuviri | Norte: distrito de Ayaviri | Noreste: distrito de Ayaviri                  |
| Oeste: distrito de Ocuviri    |                            | Este: distrito de Ayaviri y distrito de Palca |
| Suroeste distrito de Palca    | Sur: distrito de Palca     | Sureste: distrito de Palca                    |

Situado a 42 km de la capital de provincial (Lampa) y aproximadamente a 70 km de Juliaca.
El estero Lampa nace en los deshielos de la vertiente norte del nevado Quillaca a una altitud de 5380 m s. n. m. en este distrito.
En Vilavila se encuentran las siguientes lagunas: Ccochapata, Pucara, Mocco, Paraccollo, Saranccota, Tujsaccocha, Condorini y Balsaccocha.

## Demografía
Según el censo peruano de 2007, había 2380 personas residiendo en Vilavila. La densidad de población era 15,2 hab./km².

## Autoridades

### Municipales
- 2015 - 2018[3]
  - Alcalde: Rogato modesto Pacco Cutipa, de Mi region.
  - Regidores:

  1. Peregrino Mamani Sucto (Moral y Desarrollo)
  2. Santusa Primitiva Sucto Ahumada (Moral y Desarrollo)
  3. Profeta Balbina Pachacute Puma (Moral y Desarrollo)
  4. Francisco Huaraccallo Ticona (Moral y Desarrollo)
  5. Eladio Ccari Ticona (Fuerza Popular)

## Atractivos turísticos
La catarata de Vilavila se sitúa a 800 metros de la capital del distrito, se formada por la confluencia de los ríos Huasaruma, Choqchoni y Chulluni forman el río Vilavila que se unen con el río Palca, Pomasi y Antalla todos estos son afluentes del río Lampa.